# Église vieille-orthodoxe pomore de Lettonie
L'Église vieille-orthodoxe pomore de Lettonie (en russe : Древлеправославная Поморская Церковь Латвии) est la plus importante des dénominations non presbytériennes (« sans prêtres ») des orthodoxes vieux-croyants en Lettonie. Les vieux-croyants de Lettonie sont une minorité dans la minorité russe du pays.

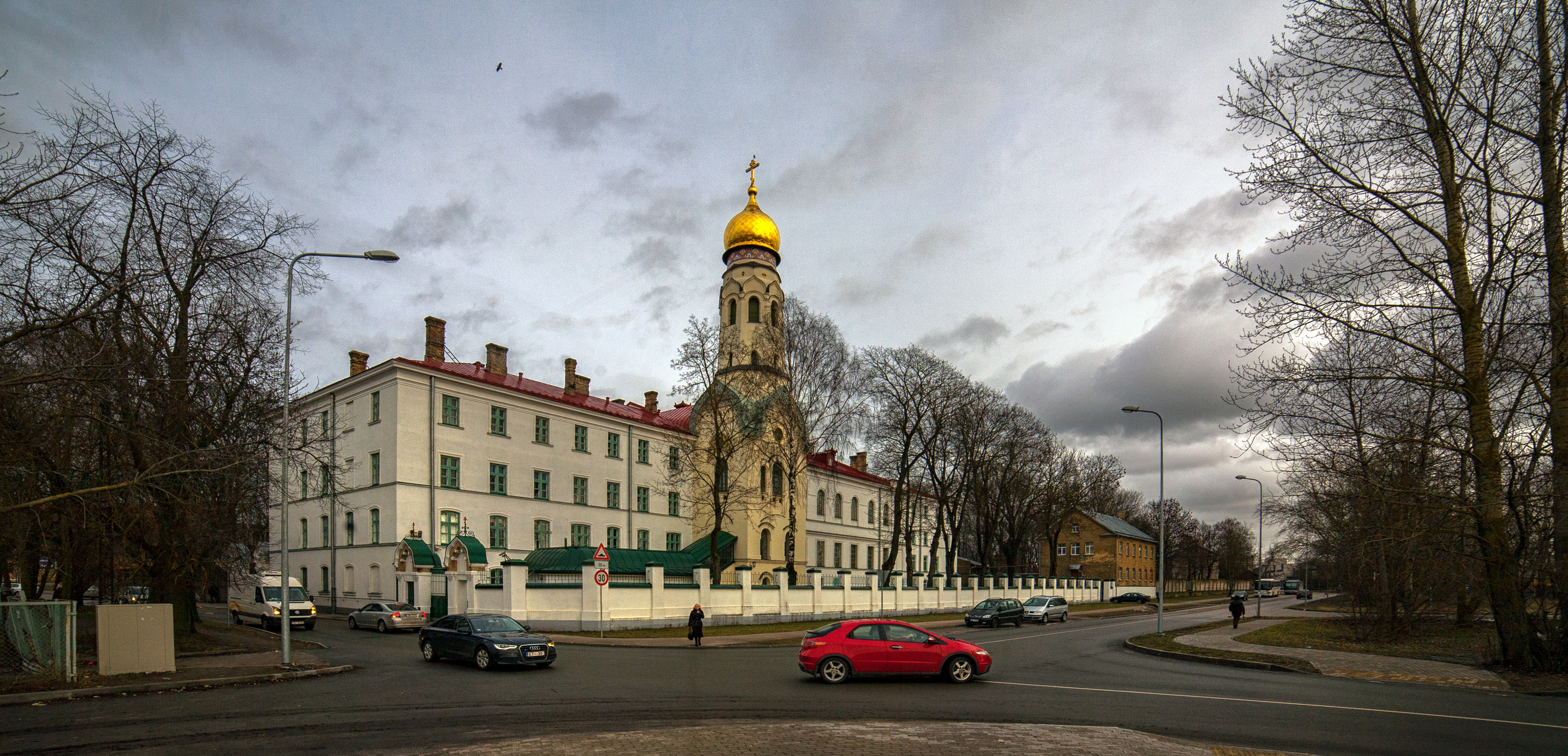
Maison de prière Grebenchtchikov à Riga, plus importante communauté de l'Église

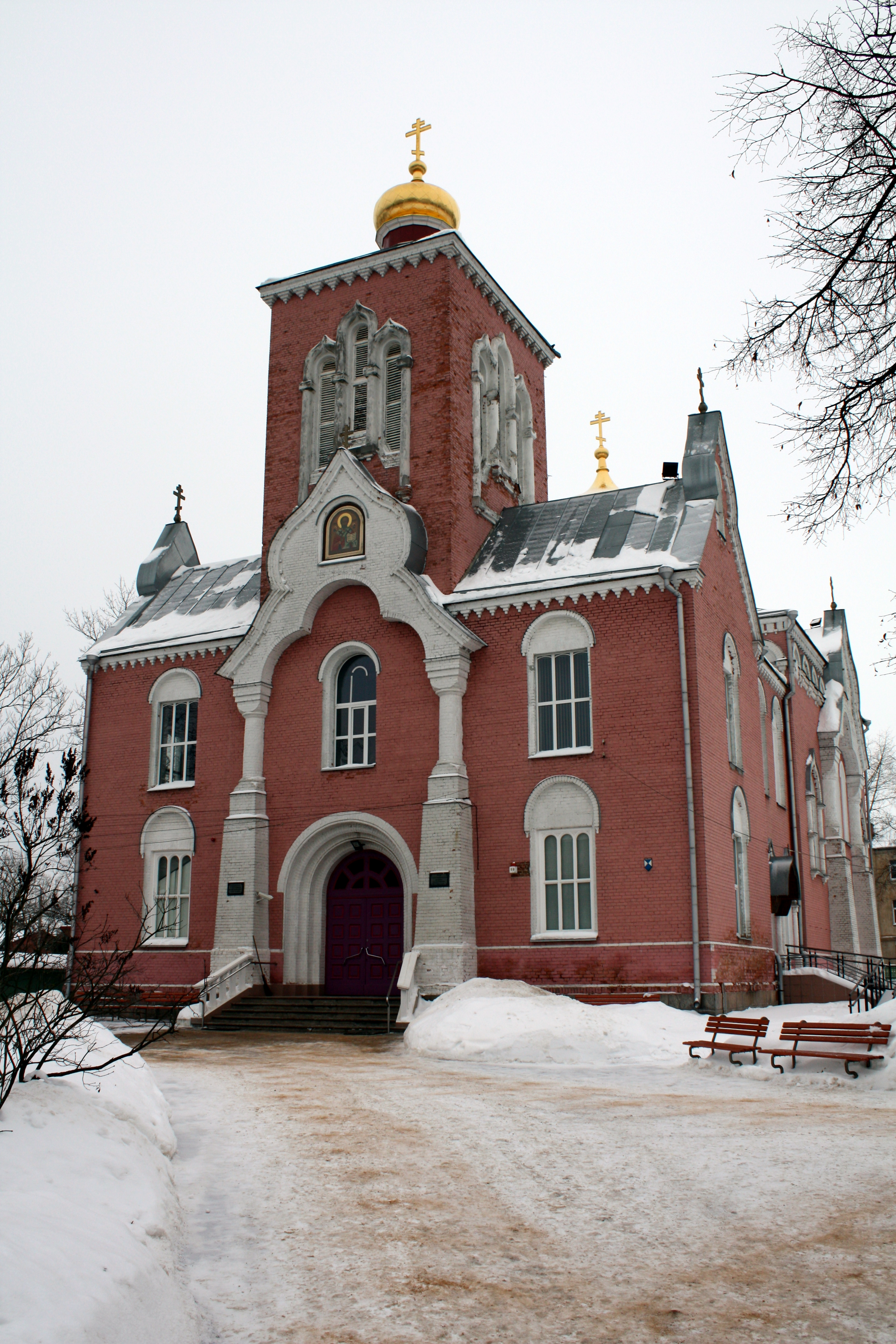
Église (maison de prière) de Daugavpils (région du Latgale)

Le chef de l'Église, Président du Conseil suprême, est Alexeï Nikolaïevitch Jilko (depuis le 24 mai 2005) [décédé le 4 janvier 2021]
.
L'Église est membre du Conseil unifié de l'Église vieille-orthodoxe pomore.

## Histoire

### Réformes du patriarche Nikon et Raskol
En 1653, le patriarche de Moscou Nikon introduit des modifications dans le rituel pour le rapprocher de l'usage byzantin. Ces réformes soulèvent la réprobation des traditionalistes de l'Église orthodoxe russe menés par l'archiprêtre Avvakoum,,. Le concile de 1666-1667 entérine les réformes et prononce l'anathème contre les opposants en les déclarant schismatiques. Ce schisme est généralement appelé « raskol » ou « raskol nikonien » (никонианский раскол) [par les vieux-croyants]. Les vieux-croyants vont être persécutés par l'État et l'Église officielle, avec une sévérité variable, jusqu'à la fin de l'Empire russe. Du fait de la répression, des communautés de vieux-croyants s'installent aux confins de l'Empire ou fuient et s'installent en dehors, notamment dans la république des Deux Nations.
Vers 1710, les vieux-croyants se divisent en deux branches :
- les vieux-croyants presbytériens (« avec prêtres ») ne renoncent pas au sacerdoce. Ils acceptent le ralliement de prêtres ordonnés dans l'Église « nikonienne » et cherchent à rétablir une Église avec une triple hiérarchie ;
- les vieux-croyants non-presbytériens (« sans prêtres ») renoncent définitivement au sacerdoce, considérant qu'il n'y a plus dans le monde une hiérarchie orthodoxe légitime.

### Vieux-croyants pomores et nouveaux-pomores
L'Église vieille-orthodoxe pomore ou « confession de Danilov » fut fondée en Carélie orientale par Danila Vikouline et les frères Denissov.

### Installation des vieux-croyants en Lettonie
Le territoire de la Lettonie moderne a d'abord servi de lieu de refuge pour les vieux-croyants fuyant les persécutions, avant d'être intégré à l'Empire russe.
La première communauté de vieux-croyants y a été fondée en 1660 à Liginiški (Daugavpils). La première église y a été construite en 1667. De nombreuses communautés de vieux-croyants ont été formées dans la région du Latgale (qui faisait alors partie de la république des Deux Nations) à partir de la fin du XVIIe siècle. En 1760, une maison de prière a été fondée à Riga (base de la communauté de Grebenchtchikov). Presque toutes les communautés de vieux-croyants étaient alors composées de Théodosiens (Fedosseïevites).

### Empire russe
La Livonie suédoise (dont la partie Sud correspond au nord du territoire de la Lettonie moderne) passe sous domination russe en 1721 et devient le gouvernement de Livonie. Lors du troisième partage de la Pologne, en 1795, le duché de Courlande passe à son tour sous domination russe (officiellement en 1796), et devient le gouvernement de Courlande. Les vieux-croyants qui y avaient trouvé refuge y sont de nouveau persécutés.
En 1905 (révolution russe de 1905), l'Édit de tolérance religieuse de Nicolas II met fin aux persécutions étatiques des vieux-croyants qui cessent aussi d'être appelés schismatiques. S'ouvre alors une période d' « Âge d'or », qui va durer une dizaine d'années jusqu'à la révolution bolchévique, pendant laquelle les vieux-croyants vont pouvoir jouir de la liberté religieuse.

### Première république de Lettonie (1918-1939)
- 1918 Indépendance de la Lettonie.
- 1920 Premier Congrès des vieux-croyants de Lettonie. Création du Comité central pour les affaires des vieux-croyants de Lettonie (en russe : Центральный Комитет по делам Старообрядцев Латвии) avec un nombre égal de représentants de Pomores (Nouveaux-Pomores) et de Théodosiens (vieux-pomores).
- 1929 Création d'un deuxième organe centralisé, le Conseil des assemblées et communautés des vieux-croyants de Lettonie (en russe : Совет старообрядческих соборов и съездов Латвии).
- 1934 Après le coup d'État, suppression des deux organes centralisés.

### République socialiste soviétique de Lettonie (1940-1990)
Après l'occupation (1940), puis l'annexion de la Lettonie et des deux autres pays baltes (1944-1991), le Conseil suprême des vieux-croyants situé à Vilnius en Lituanie n'a pas été fermé et est devenu de fait l'organe central de l'ensemble de l'Église vieille-orthodoxe pomore. Les Assemblées qui y eurent lieu en 1966 et 1974 réunirent des délégués venant de l'ensemble de l'Union, et donc de la Lettonie voisine. La dernière réunion du Conseil de l'époque soviétique y a eu lieu en 1988, après quoi le processus de formation de différents Conseils locaux dans les différentes républiques, puis dans les nouveaux États issus de la dislocation de l'URSS a commencé.
Le 6 février 1989 a lieu à Riga le Congrès fondateur des représentants des communautés des vieux-croyants de la république de Lettonie (37 communautés locales représentées). Le Congrès adopte la Charte de l'Église vieille-orthodoxe pomore de Lettonie (enregistrée le 28 mars 1991).

### Histoire moderne
Le 4 mai 1990, le Conseil suprême de la république de la Lettonie a proclamé le rétablissement de l'indépendance de la Lettonie, soit près de deux ans avant la disparition de l'URSS.
Le Conseil suprême de l'Église vieille-orthodoxe pomore de Lettonie en tant que centre spirituel unique des vieux-croyants de la république de Lettonie est rétabli le 28 mars 1991, conformément à la loi sur les organisations religieuses adoptée par la république de Lettonie le 11 septembre 1990. Le Conseil a le statut de personne morale, et il est désigné comme le successeur direct du Conseil historique établi après la loi sur les Communautés de vieux-croyants du 14 février 1935.
Le 25 juillet 2006, une nouvelle version de la Charte de l'Église a été adoptée.

## Doctrine et pratiques
L'Église vieille-orthodoxe pomore de Lettonie, conformément aux caractéristiques canoniques et historiques de l'Église vieille-orthodoxe pomore, n'a pas une triple hiérarchie (diacres, presbytres [prêtres], évêques), mais selon ses traditions et sa doctrine, elle est une et indivisible. Il existe un rite du service divin non sacerdotal. Toutes les fonctions sont occupées par des laïcs.
L'Église reconnaît tous les sacrements de l'Église orthodoxe mais ne peut en accomplir que deux, faute de prêtres : le sacrement du baptême et le sacrement du repentir (confession), qui sont autorisés aux laïcs. L'Église reconnaît et célèbre le rite du mariage.

## Organisation
L'Église est dirigée par le président du Conseil suprême.
Au niveau international, le Conseil suprême de l'Église de Lettonie est membre du Conseil unifié de l'Église vieille-orthodoxe pomore (nouveau nom depuis 2001, du Conseil international de coordination, créé en 1992).

### Structure territoriale
Les communautés locales, très autonomes, adhèrent à l'Église en acceptant la Charte qui la régie.
L'Église compte 64 communautés (2021).

### Communautés locales par ville et région (novads)
- Ville de Daugavpils :
  - Daugavpils 1 - Nativité[10], église construite en 1908-1928
  - Daugavpils 2 - Dormition, église construite en 1909
  - Daugavpils 3 - Annonciation, église construite en 1886-1907
  - Daugavpils 4 - Intercession (st. Liksna), église construite en 1890
  - Daugavpils 5 - Intercession (st. Célias), église construite en 1905
- Ville de Jelgava :
  - Jelgava
- Ville de Liepāja :
  - Liepāja, église construite en 1906-1907
- Ville de Rēzekne :
  - Rēzekne, église construite en 1895
- Ville de Riga :
  - Riga 1 - Grebenchtchikov
  - Riga 2 - Épiphanie
- Région d'Augšdaugava :
  - Biķernieki - Krivosheevo
  - Biķernieki - Pantelishki
  - Dubna - Aschuki, église construite en 1910
  - Eglaine, église construite en 1925
  - Ilūkste
  - Kalupe - Krivany
  - Laucesa - Volodino, église construite en 2000
  - Maļinova - Bondariski, église construite en 1920-1930
  - Maļinova - Rubenishki, église construite en 1907
  - Medumi
  - Skrudaliena - Vilkeli, église construite en 1920
  - Skrudaliena - Voitishki, église construite en 1993-1995
  - Subate
  - Višķi - Danishevka
  - Višķi - Korolevschin, église construite en 1918
- Région de Jēkabpils :
  - Jēkabpils, église construite en 1888-1889
  - Mežāre - Engeli, église construite en 1907
- Région de Jelgava :
  - Kalnciems
- Région de Krāslava :
  - Andrupene - Maslovo, église construite en 1931
  - Andzeļi - Rudushki
  - Grāveri - Kovalevo, église construite en 1861
  - Kastuļina - Foļvarka
  - Krāslava, église construite en 2008
  - Šķeltova - Slostovka, église construite en 1889
- Région de Līvāni :
  - Līvāni, église construite en 1923
  - Rudzāti - Malkalns, église construite en 1904
- Région de Ludza :
  - Ludza, église construite en 1923
- Région de Preiļi :
  - Aglona - Starodvorje
  - Galēni - Lomi-Bortnieki, église construite en 1919
  - Galēni - Makarovka
  - Preiļi, église construite en 1994-1996
  - Preiļi - Moskvino, église construite en 1887
  - Riebiņi - Skangeli
  - Rušona - Tisha
  - Sauna - Shtykany, église construite en 1935-1940
  - Stabulnieki - Viltsini, église construite en 1928
- Région de Rēzekne :
  - Audriņi - Puderevo
  - Čornaja - Recheni, église construite en 1912
  - Feimaņi - Krupeniski, église construite en 1905-1906
  - Feimaņi - Vainova, église construite en 1991-1993
  - Lūznava - Ismeri, église construite en 1991-1993
  - Mākoņkalns - Lipouchki, église construite en 1893
  - Malta, église construite en 1931
  - Ozolaine - Kampiški, église construite en 1931
  - Rikava - Pliouskovo, église construite en 1923-1933
  - Sakstagals - Gurilishki, église construite en 1916
  - Sakstagals - Oulianovo, église construite en 1875
  - Silmala - Tiskady[11], église construite en 1907
  - Viļāni, église construite en 2000
  - Viļāni - Kristeli, église construite en 1939
  - Viļāni - Notra
- Région de Talsi :
  - Virbi - Jaunpagast, église construite en 1928

### Formation
Il existe une école de théologie « Старообрядческое духовное училище » à Riga à la Maison de prière Grebenchtchikov (créée en 1989).

## Mouvements centrifuges

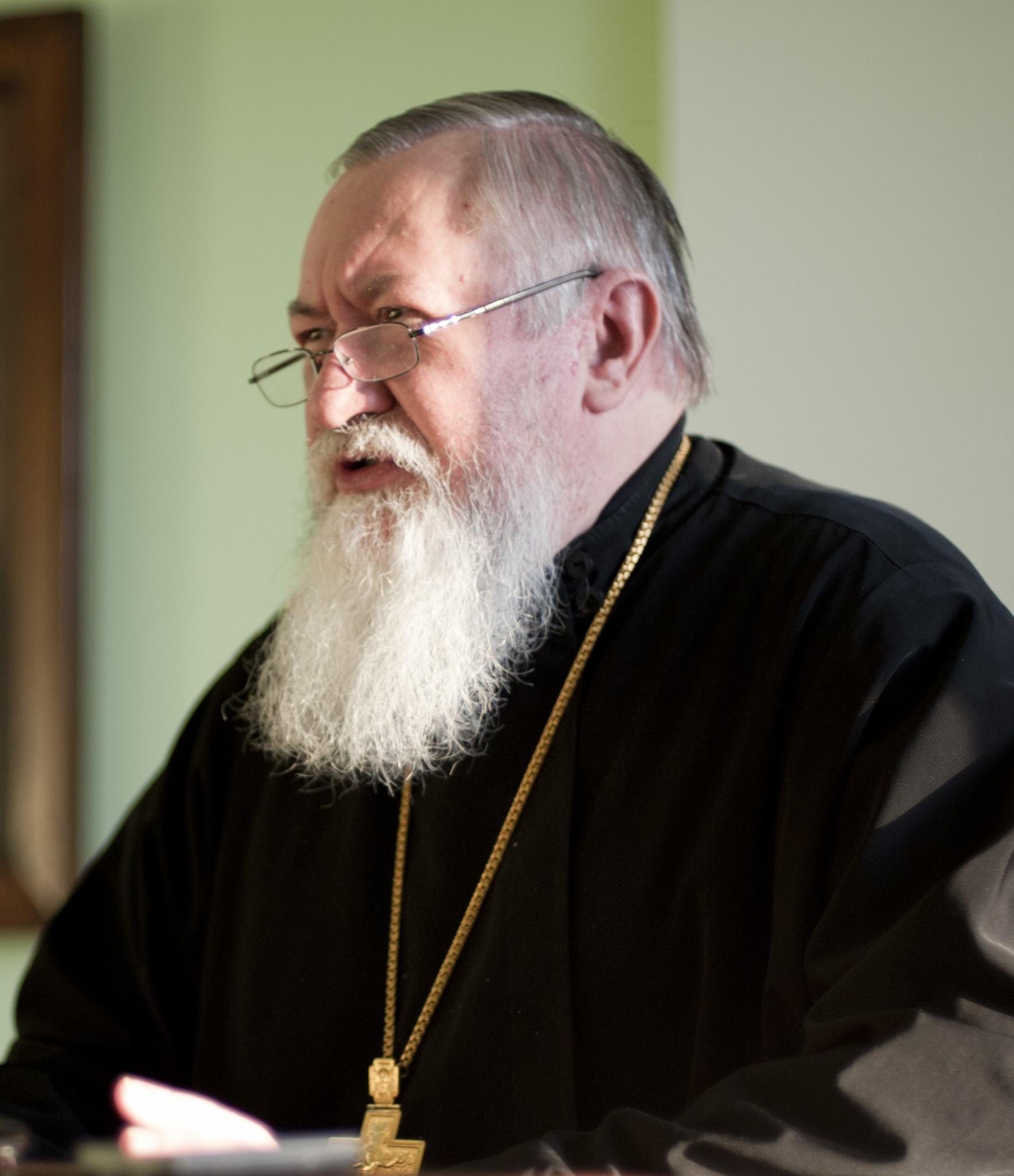
Ivan Mirolyubov, ancien responsable de la communauté de Riga, passé à l'Église orthodoxe russe

L'Église a connu au cours des dernières années des conflits internes qui ont entrainé le départ de responsables et de membres vers des juridictions presbytériennes.
De 1994 à 2001, un conflit entre deux groupes opposés a divisé le Conseil suprême de l'Église, avec d'un côté le responsable de la communauté de Grebenchtchikov de Riga, Ivan Mirolioubov, et de l'autre le responsable de la communauté de Daugavpils, Alexeï Jilko. Le conflit a pris fin par la destitution de Mirolioubov, qui est passé ensuite à l'Église orthodoxe de Lettonie (patriarcat de Moscou). Les partisans de Mirolioubov sont devenus membres de la paroisse bi-ritualiste (rite russe ancien et rite byzantin) de la Transfiguration-du-Sauveur de Riga. Ivan Mirolioubov est ensuite devenu consultant sur les questions des vieux-croyants, puis secrétaire de la Commission pour les paroisses des vieux-croyants et l'interaction avec les vieux-croyants, auprès du patriarche Cyrille de l'Église orthodoxe russe (il a aussi été ordonné prêtre). Jilko sera élu plus tard Président du Conseil suprême de l'Église de Lettonie en 2005 et Président du Conseil unifié de l'Église vieille-orthodoxe pomore en 2017.
En 2002, un conflit a eu lieu dans la communauté de Jēkabpils. Vassili Volkov, un de ses responsables, a fini par quitter la communauté, entrainant à sa suite une petite partie des membres. Il a ensuite été ordonné diacre, puis prêtre, par l'archevêque des États-Unis, du Canada et d'Australie Sofroniy (Lipali) de l'Église orthodoxe vieille-ritualiste (Hiérarchie de Bila Krynytsya). Il a été à l'origine de l'érection en 2006 de la première paroisse de l'Église orthodoxe vieille-ritualiste en Lettonie, et même dans les Pays baltes (l'Église orthodoxe vieille-ritualiste a même créé un diocèse des Pays baltes dont le siège est à Jēkabpils). L'Église vieille-orthodoxe pomore de Lettonie a réagi par une déclaration dans laquelle elle dénonce cette action qui est qualifiée d'ingérence dans ses affaires intérieures et qui porte atteinte à la coexistence pacifique des communautés religieuses en Lettonie.

## Relations avec les autres Églises

### Relations avec les autres Églises vieilles-croyantes
L'Église vieille-orthodoxe pomore de Lettonie a dénoncé la création d'un diocèse des Pays baltes par l'Église orthodoxe vieille-ritualiste.

### Relations avec l'Église orthodoxe de Lettonie
De la même façon, l'Église vieille-orthodoxe pomore de Lettonie déplore la création de paroisses vieilles-ritualistes au sein de l'Église orthodoxe de Lettonie (Patriarcat de Moscou) à partir de transfuges.
En 2014, le président du Conseil suprême de l'Église a rencontré à Daugavpils Alexandre (Matrionine), l'évêque de Daugavpils et Rēzekne de l'Église orthodoxe de Lettonie.

## Relations avec l'État et les autorités
L'Église vieille-orthodoxe pomore de Lettonie est reconnue comme organisation religieuse traditionnelle de Lettonie.

## Situation actuelle
Le rétablissement de l'indépendance de la Lettonie ouvre une nouvelle ère pour l'Église vieille-orthodoxe pomore de Lettonie. Les communautés peuvent se réorganiser officiellement, se faire enregistrer et mener leurs activités librement. Elles doivent toutefois faire face à de nombreux problèmes et défis :
- le vieillissement des membres des communautés, notamment des communautés rurales ;
- la perte du l'identité communautaire, notamment chez les jeunes ;
- le statut de la langue russe en Lettonie ;
- les relations avec la Russie ;
- l'exode rural ;
- l'immigration ;
- l'urbanisation, et le besoin de créer de nouvelles communautés urbaines ;
- le prosélytisme, la pression et l'attirance des autres Églises ;
- la sécularisation ;
- l'adaptation à la modernité ;
- les divisions et les mouvements centrifuges.

## Galerie de photos

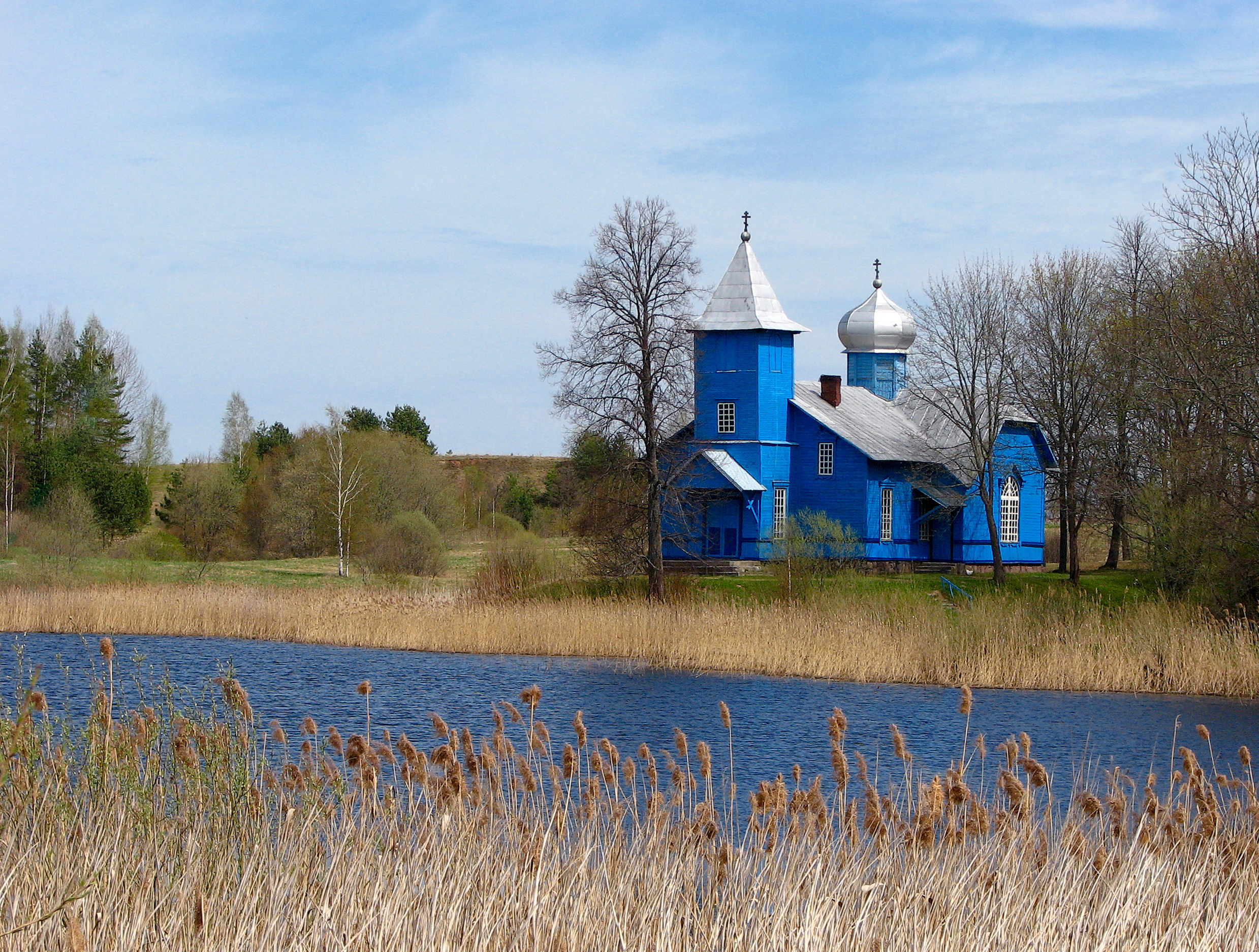
Église de Foļvarka
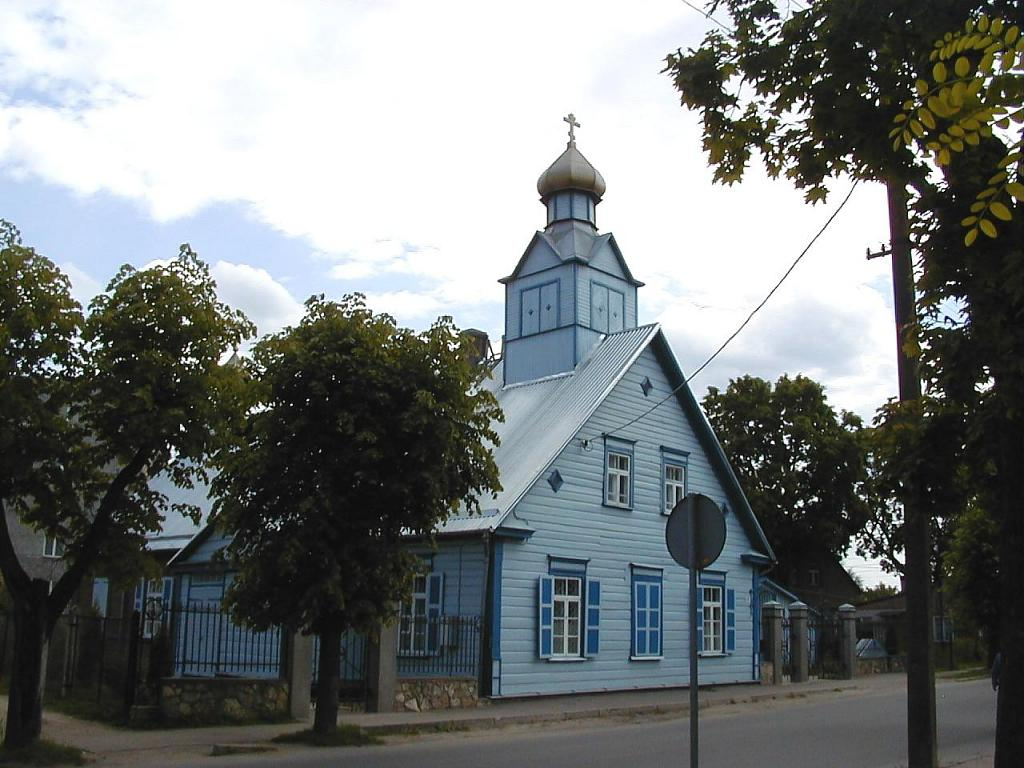
Église de Jēkabpils
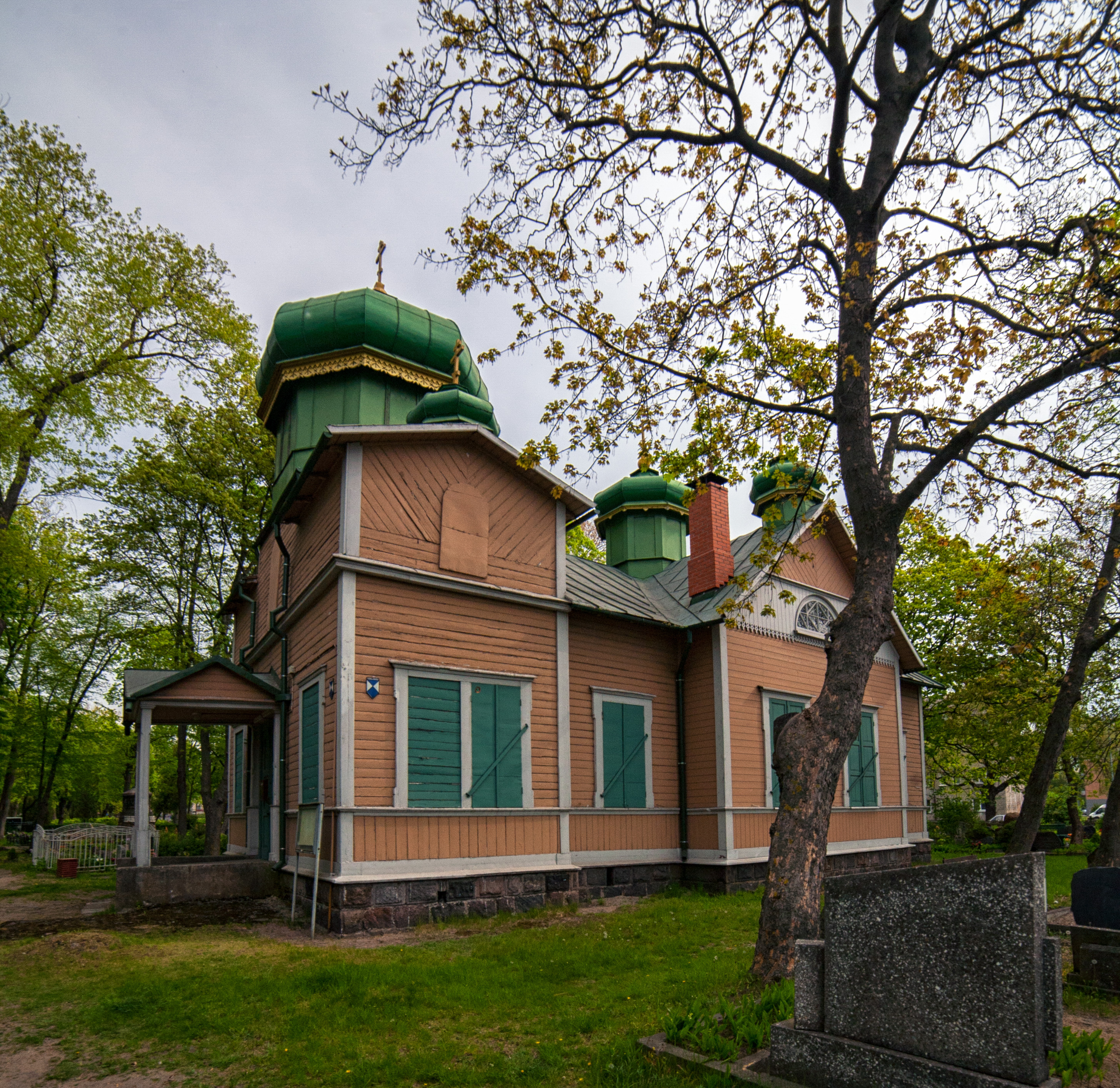
Église de Liepāja
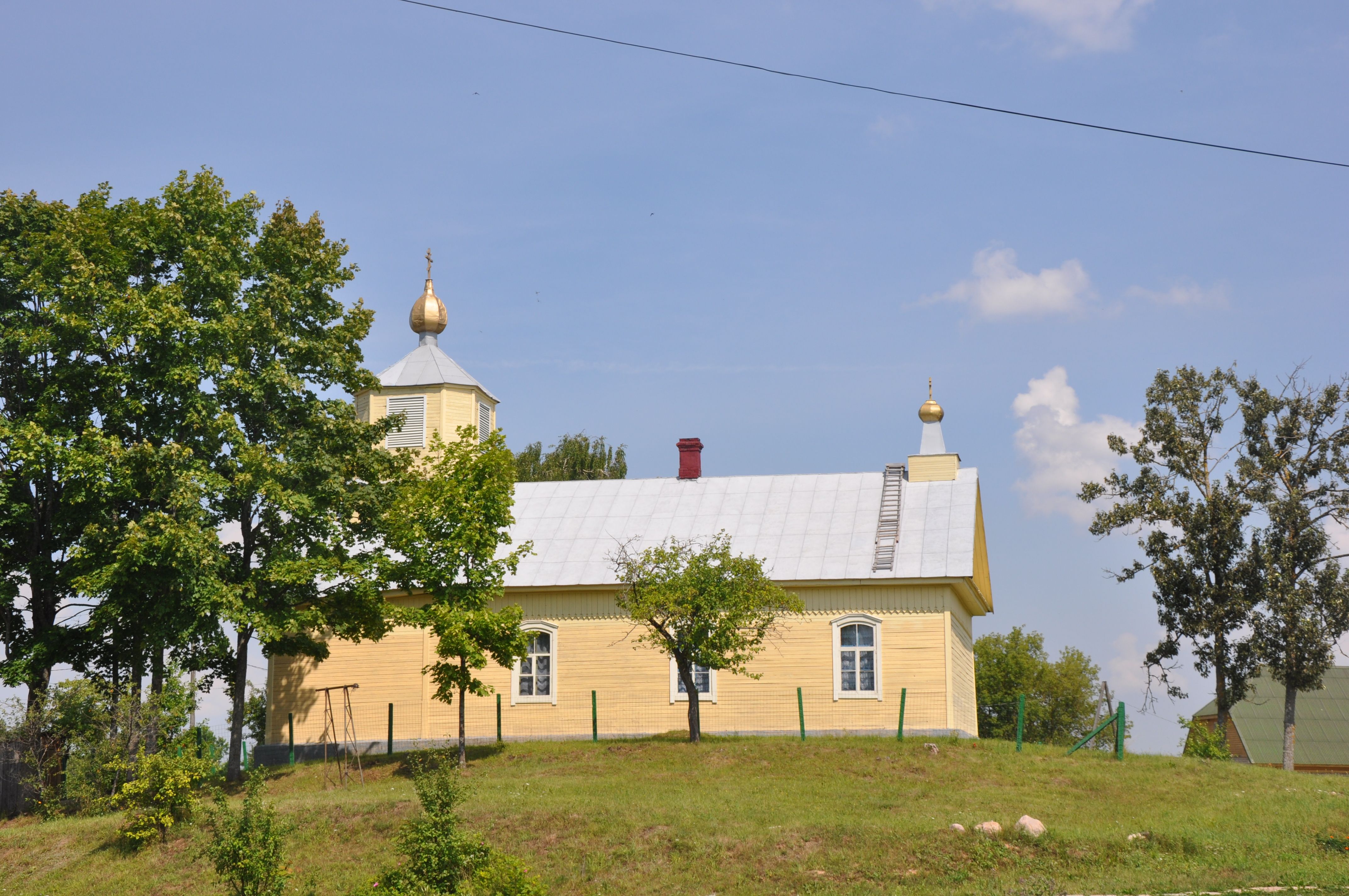
Église de Lipuški
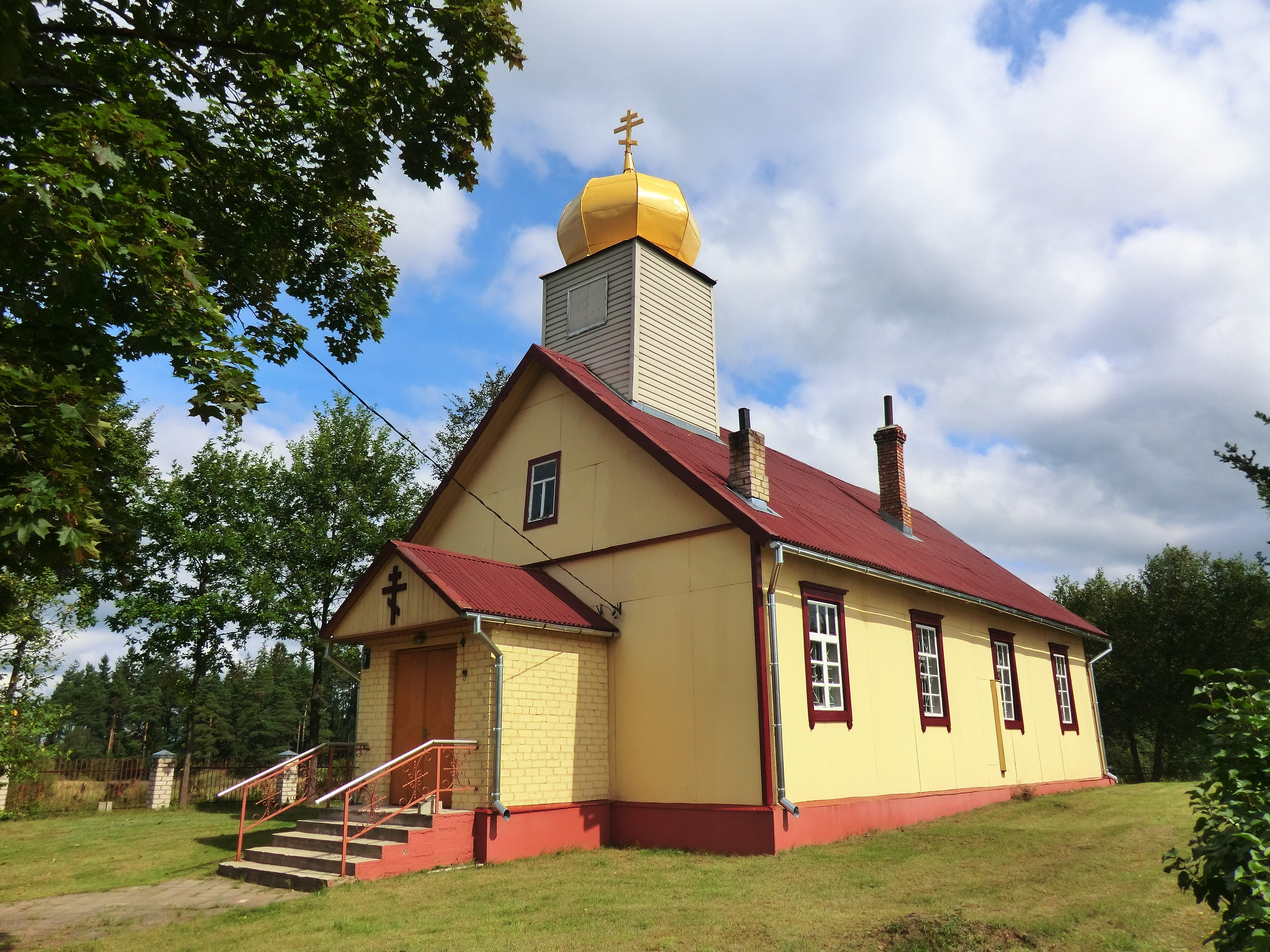
Église de Malta
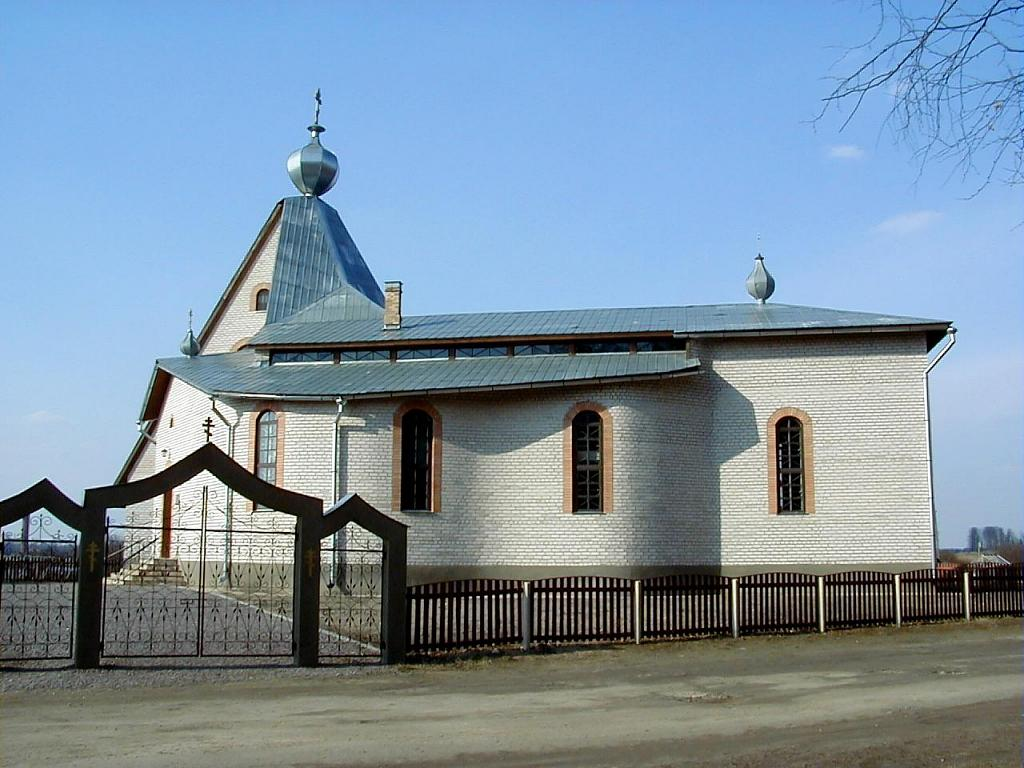
Église de Preiļi
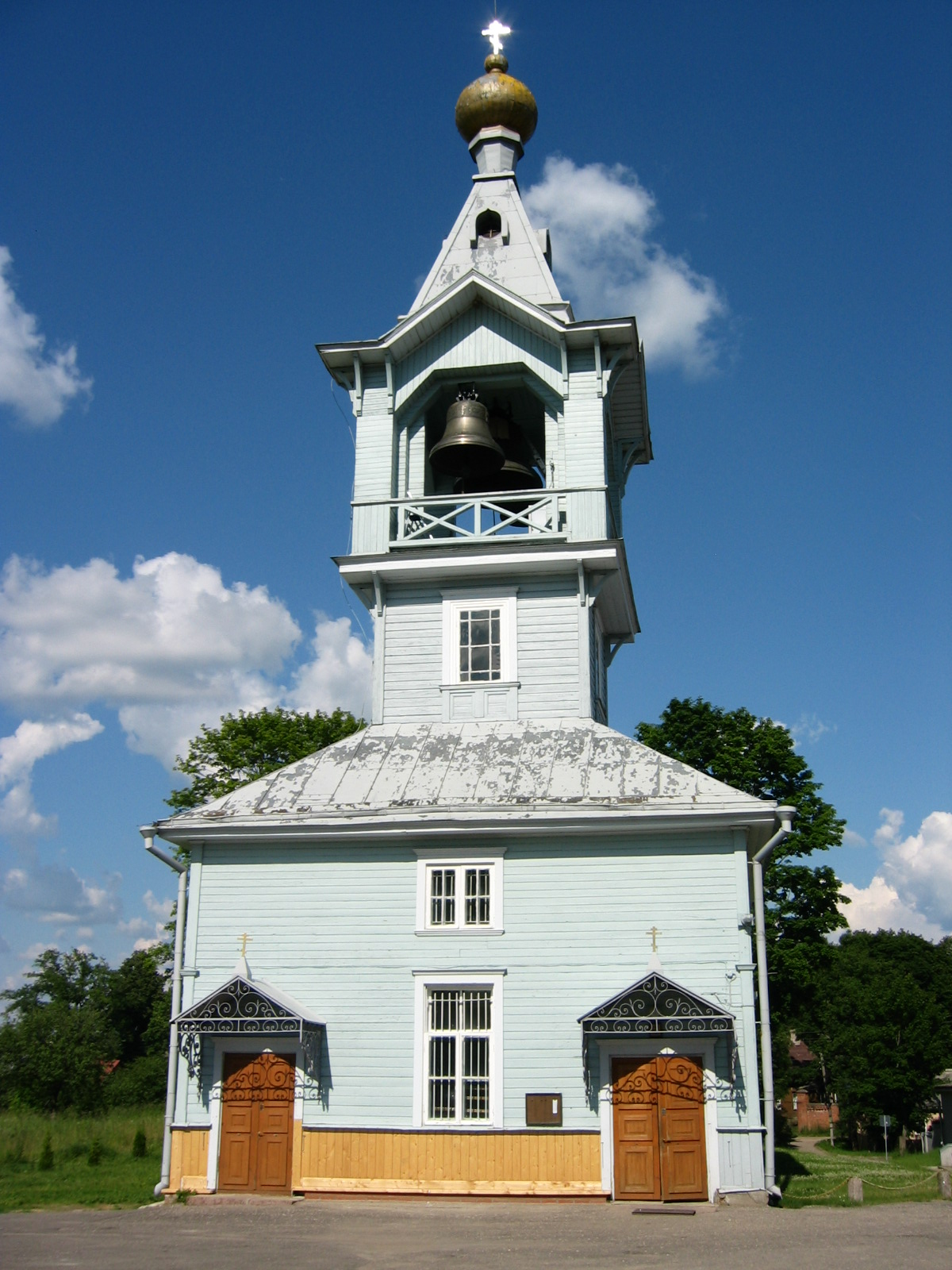
Église de Rēzekne
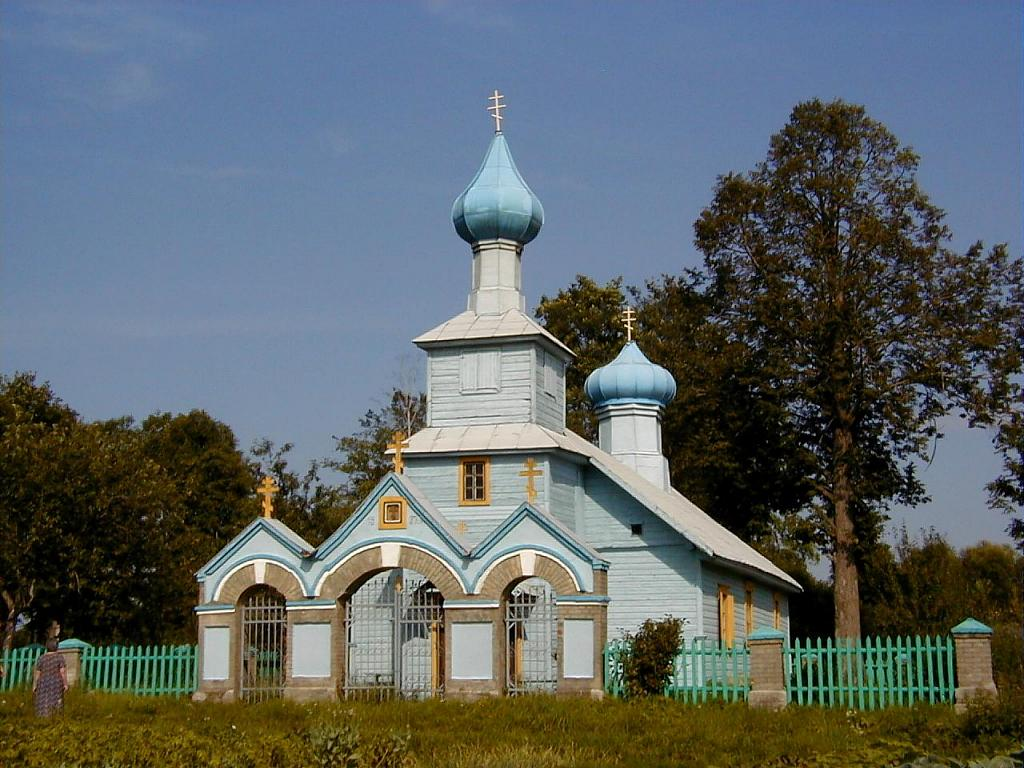
Église de Slostovka
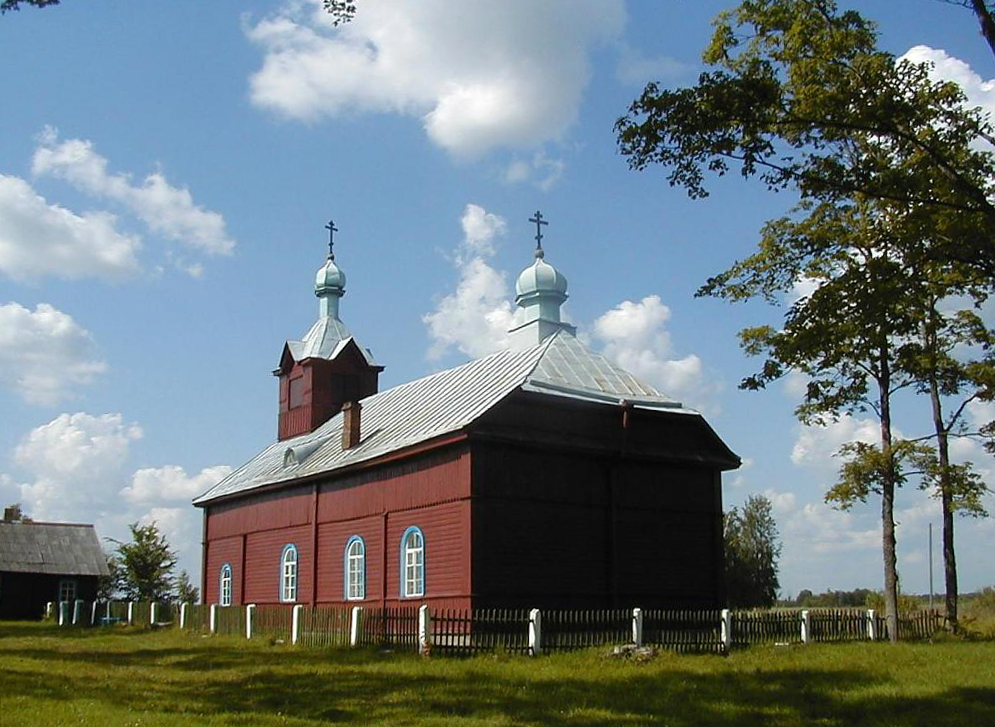
Église de Tiskādi
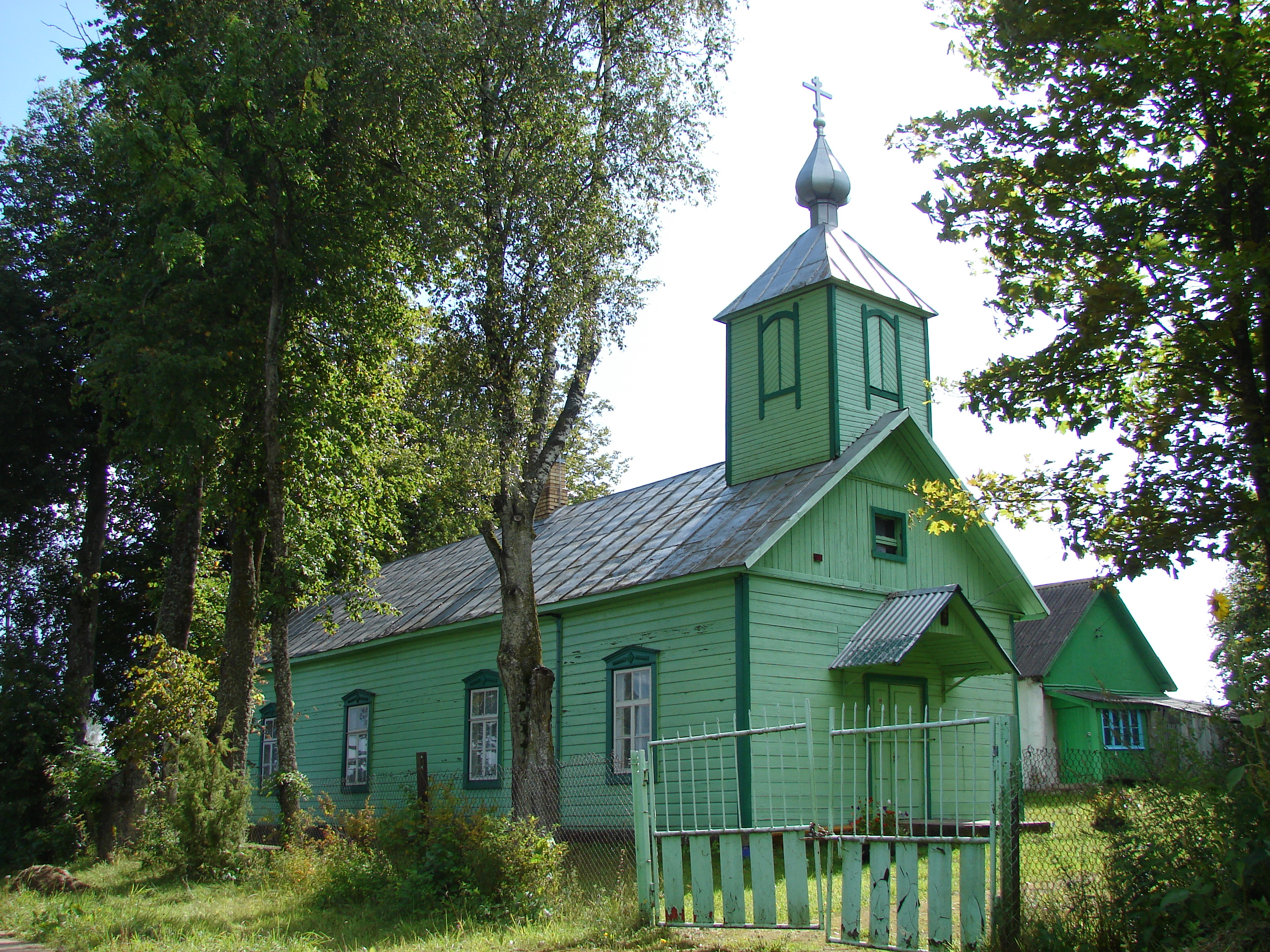
Église d'Uļjanova